# غاريث ماكاولي
غاريث ماكاولي (بالإنجليزية: Gareth McAuley)‏ (مواليد 5 ديسمبر 1979 في غلينو) لاعب كرة قدم إيرلندي شمالي دولي يجيد اللعب في خط الدفاع . يلعب حاليا لصالح نادي وست برومتش الإنجليزي.

## روابط خارجية
- غاريث ماكاولي على موقع الاتحاد الأوربي (الإنجليزية)
- غاريث ماكاولي على موقع قاعدة بيانات كرة القدم.إي يو (الإنجليزية)
- غاريث ماكاولي على موقع ناشيونال فوتبول تيمز (الإنجليزية)
- غاريث ماكاولي على موقع Soccerbase.com (لاعب) (الإنجليزية)
- غاريث ماكاولي على موقع Soccerway.com (الإنجليزية)
- غاريث ماكاولي على موقع عالم كرة القدم.نت (الإنجليزية)
- غاريث ماكاولي على موقع كووورة
- غاريث ماكاولي على موقع AS.com (الإسبانية)